# Karel Brhel
Karel Brhel (3. srpna 1922 Krnov – 21. listopadu  2006) byl příslušník československé zahraniční armády, vězeň komunistického režimu v Československu a plukovník ve výslužbě Armády České republiky.

## Život
Narodil se v Krnově v rodině důstojníka československé armády. Rodina žila v Bruntále a po obsazení Bruntálu nacistickým Německem (na základě Mnichovské dohody) se rodina odstěhovala do Hranic, kde Karel Brhel v roce 1942 maturoval. Poté byl totálně nasazen do Rakouska. V roce 1943 vstoupil do vládního vojska. V roce 1944 sloužil v hodnosti svobodníka u jednotky vládního vojska, která byla nasazena v Itálií. Spolu s dalšími vojíáky přeběhl k italským partyzánům, po několika týdnech se dostal do Francie a dne 13. listopadu 1944 se v Amiensu stal příslušníkem československých vojenských jednotek v zahraničí. Poté bojoval  bojoval na západní frontě (u Dunkerku). Po návratu do vlasti vystudoval Vojenskou akademii v Hranicích, ze které byl v srpnu 1947 vyřazen v hodnosti poručíka dělostřelectva, a poté sloužil ve vojenské posádce v Opavě, kde se pak oženil.
V dubnu 1950 byl zatčen, odsouzen k osmiletému trestu odnětí svobody a ke ztrátě vojenské hodnosti. Ve vězení byl mimo jiné nasazen na pracoviště třídění uranové rudy v Jáchymově. Po čtyřech čtyřech a půl letech byl ze zdravotních důvodů z vězení propuštěn, pak pracoval v elektrárně a železárnách v Ostravě. V roce 1990 byl rehabilitován. Zemřel dne 21. listopadu 2006 na leukemii.